# بغنر (باركشير)
بغنر (بالإنجليزية: Bagnor)‏ هي قرية تقع في المملكة المتحدة في جنوب شرق إنجلترا.